# 熹平
熹平（172年五月-178年三月）是东汉皇帝汉灵帝刘宏的第二个年号。汉朝使用这个年号时间共计7年。
熹平七年三月改元光和元年。有儒家官刻熹平石经。

## 纪年
| 熹平 | 元年  | 二年  | 三年  | 四年  | 五年  | 六年  | 七年  |
| ---- | ----- | ----- | ----- | ----- | ----- | ----- | ----- |
| 公元 | 172年 | 173年 | 174年 | 175年 | 176年 | 177年 | 178年 |
| 干支 | 壬子  | 癸丑  | 甲寅  | 乙卯  | 丙辰  | 丁巳  | 戊午  |

## 参看
- 中国年号列表

| 前一年號： 建寧 | 中国年号 | 下一年號： 光和 |